# Agnieszka Matuszewska
Agnieszka Matuszewska – polska archeolog, specjalizująca się w okresie późnego neolitu i wczesnej epoki brązu. Zatrudniona w Katedrze Archeologii Uniwersytetu Szczecińskiego.
Po maturze rozważała studiowanie prawa na US, ostatecznie jednak wybrała archeologię na Uniwersytecie im. Adama Mickiewicza w Poznaniu. Na tej uczelni odbyła w latach 1998–2003 studia magisterskie, a następnie – doktoranckie, zakończone uzyskaniem stopnia doktora w 2007.
Prowadziła badania m.in. w Mierzynie, Łabuniu Małym, Dolicach i Nowym Objezierzu. Poszukuje także nowych budowli megalitycznych poprzez analizę danych geoinformatycznych.
Autorka lub współautorka 47 prac naukowych, wydawanych w Polsce oraz Czechach, Słowacji, Białorusi, Rosji i Szwecji (stan na 2019 rok).
W 2024 została wyróżniona Zachodniopomorskim Noblem w dziedzinie nauk humanistycznych.